# Ligusticum capillaceum
Ligusticum capillaceum là một loài thực vật có hoa trong họ Hoa tán. Loài này được H. Wolff mô tả khoa học đầu tiên năm 1930.